# Cubel
Cubel – gmina w Hiszpanii, w prowincji Saragossa, w Aragonii, o powierzchni 58,62 km². W 2011 roku gmina liczyła 187 mieszkańców.